# Hemigymnus fasciatus
Hemigymnus fasciatus es una especie de peces de la familia Labridae en el orden de los Perciformes.

## Morfología
Los machos pueden llegar alcanzar los 80 cm de longitud total.

## Distribución geográfica
Se encuentra desde el mar Rojo hasta Mozambique y Tahití.